# Hennadij Temnyk
Hennadij Pavlovyč Temnyk (ukrajinsky Геннадій Павлович Темник; * 9. června 1970 Kirovohradská oblast) je ukrajinský politik. V letech 2012–2014 působil jako ministr pro místní rozvoj, výstavbu a bydlení ve vládě Mykoly Azarova. O funkci přišel v únoru 2014, kdy jej z úřadu po událostech Euromajdanu odvolal Ukrajinský parlament.